# Батавская республика
Бата́вская респу́блика (нидерл. Bataafse Republiek, фр. République Batave) — официальное название нидерландской Республики Соединённых провинций во время её оккупации Францией между 1795 и 1806 годами. Название происходит от древнего племени батавов, живших в античности на территории Нидерландов.
Нидерландские провинции утратили самостоятельность, и вся государственная власть была передана законодательному собранию и управляющему органу из пяти членов. Батавская республика полностью зависела от Франции, которая её значительно эксплуатировала. Она стала союзницей Наполеона в войнах против антифранцузской коалиции.
В начале 1795 года Республика Соединённых провинций пала при вооружённой поддержке французских революционных сил. Новая Республика получила широкую поддержку со стороны местного населения. Батавская республика стала первой в череде дочерних республик, а позже была включена в состав Первой империи Наполеона Бонапарта, и на её политику оказывала существенное влияние Франция, организовавшая не менее трёх переворотов для прихода к власти дружественных политических группировок. Тем не менее создание нидерландской конституции опиралось на внутренние процессы, а не диктовалось извне, пока Наполеон не принудил местное правительство признать его брата новым монархом.
За короткую жизнь Батавской республики был проведён ряд политических, социальных и экономических реформ, оказавших сильное влияние на дальнейшую судьбу Нидерландов. Конфедеративная структура старой республики была заменена унитарным устройством. Впервые в нидерландской истории принятая в 1798 году конституция имела демократический характер. Вплоть до 1801 года страна управлялась на демократической основе, но после переворота был установлен авторитарный режим, узаконенный через изменение конституции. Тем не менее память о коротком демократическом эксперименте помогла провести переход к демократическому правительству в 1848 году усилиями Йохана Рудольфа Торбеке, который ограничил власть короля. Тип правительства министров был впервые введён в Нидерландах.
Фактически Батавская республика была клиентским государством, однако её правительство пыталось отстаивать национальные интересы и независимость, несмотря на возможные противоречия с Францией. Это упрямство во многом поспособствовало её падению и преобразованию в диктаторский режим великого пенсионария Яна Рутгера Схиммелпеннинка, который позднее также потерял доверие Наполеона. В итоге в стране была установлена монархия во главе с его братом Луи, который аналогично предшественникам старался отстаивать интересы населения Нидерландов.

## Предпосылки

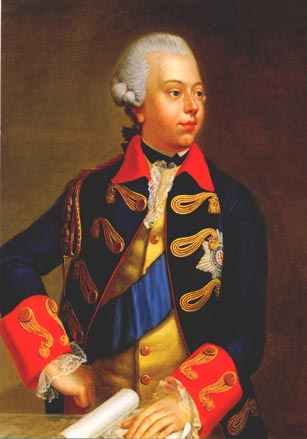
Вильгельм V Оранский

К концу XVIII века Республика Соединенных провинций, более чем за двести лет своего существования прошедшая путь от конституционной монархии к парламентской республике, переживала весьма бурный период. Из-за поражения в четвёртой англо-голландской войне в 1784 году и территориальных потерь по Парижскому миру нидерландское общество разделилось на сторонников и противников штатгальтера Вильгельма V: оранжистов и патриотов. Последние в 1787 году восстали против него, но в июне того года были разбиты войсками короля Пруссии Фридриха Вильгельма II (бывшего шурином правителя Нидерландов). Большая часть патриотов были вынуждены отправиться в изгнание во Францию, а победивший режим усилил влияние на правительство через оранжистского великого пенсионария Лауренса Питера ван де Спигеля.
Спустя два года началась Французская революция, многие идеи которой совпадали с мировоззрением патриотов, которые поддержали и присоединились к ней в надежде свергнуть авторитаризм на родине. Штатгальтер, в свою очередь, присоединился к Первой коалиции, имевшей целью уничтожить Первую французскую республику.

## Создание
Дальнейшие военные действия истощили силы Вильгельма, и суровой зимой 1794/95 года французская армия под командованием дивизионного генерала Шарля Пишегрю совместно с нидерландским отрядом бригадного генерала Хермана Виллема Данделса вступила в Западную Фландрию через замёрзшие реки. Войска были встречены местным населением как освободители, силы штатгальтера и иностранных держав (Австрии и Великобритании) были вскоре разбиты. При этом во многих городах революция произошла ещё до прибытия объединённых революционных войск и установления новой власти. Вильгельм V был вынужден уплыть в Великобританию на рыбацкой лодке 18 января 1795 года.

## История
Отношения между новой властью и французами были сложными. 16 мая 1795 года был заключён Гаагский договор, по которому революционной республике делались территориальные уступки (Маастрихт, Венло, Фландрия) и денежные выплаты, обеспечивавшие функционирование французской оккупационной армии в 25 000 человек. Выходило, что Нидерланды продолжали оставаться клиентским государством, лишь сменившим хозяев с Великобритании и Пруссии на Францию; внешняя политика и оборона диктовались из-за рубежа (так же, как ранее с 1787 года их диктовала Великобритания), а экономика также зависела от западного соседа. Вместе с тем программа реформ местных революционеров была продиктована потребностями местного общества. Политические изменения в Нидерландах в основном происходили по местной инициативе, за редкими исключениями. Власти Франции были ответственны как минимум за один переворот, а их посланник часто являлся ещё и проконсулом.

### Революционные Генеральные штаты

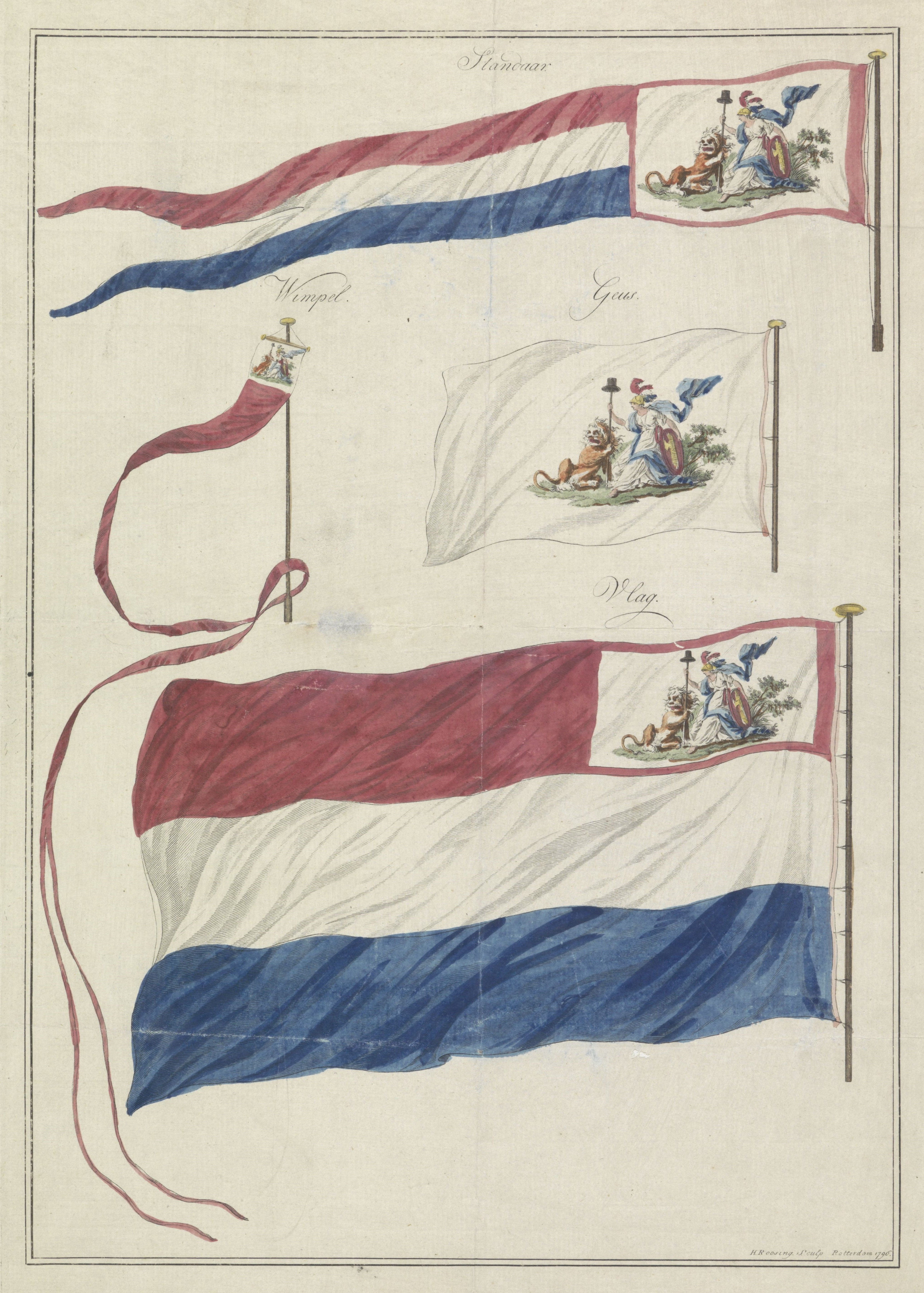
Морские флаги Батавской республики

В первую очередь нидерландские революционеры убрали с постов регентов сторонников оранжизма. После этого было решено избавиться от конфедеративного устройства страны, позволявшего дискриминировать генеральные земли и меньшинства (католиков и евреев), в пользу унитарного государства, где меньшинства были бы эмансипированы, а интересы общества регулировались демократическим порядком. Первым шагом в Генеральные штаты были допущены представители Статс-Брабанта.
Летом 1795 года низовые демократические движения начали возникать в формате популярных обществ (клубов) и wijkvergaderingen (участковых заседаний), активно требуя возможность влиять на решения правительства. Возникали похожие на параллельное правительство структуры вида «генеральных ассамблей», взаимодействовавшие с городскими властями и провинциальными штатами. Осенью 1795 года Генеральные штаты начали работу, призванную заменить их «конституционным методом» на Национальную ассамблею, которая имела бы исполнительную, законодательную и учредительную власть. Проект изначально встретил сопротивление со стороны консерваторов, при внедрении в провинциях Фрисландия и Гронинген дело дошло до применения силы. Новая ассамблея начала работу 1 марта 1796 года в Гааге.

### Борьба за конституцию

Батавская республика и её департаменты в 1798 году

Как и её предшественница, Национальная ассамблея имела среди своих представителей противоположных взглядов: унитаристы (которых возглавляли Питер Врееде, Йохан Валкенаер и Питер Паулюс) и федералистов (таких как Якоб Абрахаам де Мист и Жерар Виллем ван Марле). Но и между этими позициями было множество мнений и точек зрения. В этой борьбе федералистам удалось взять вверх после смерти Паулюса, во многом благодаря парламентскому маневрированию (чем особенно славился Ян Рутгер Схиммелпеннинк). Разочаровавшиеся демократы были вынуждены обращаться к общественному мнению и внепарламентской работе. В ноябре 1796 года Ассамблее был представлен доклад конституционной комиссии, свидетельствовавший о сохранении прежних федеративных механизмов. Это было неприемлемо для унитаристов, и в итоговом компромиссном варианте была создана основа для новой конституции. После этого началось обсуждение вопросов отделения церкви от государства и эмансипации меньшинств. Структурами новой власти должны были стать двухпалатное Законодательное собрание, избираемое непрямым голосованием, и совет из пяти человек (подобие французской Директории). Итоговый проект был сильно схож с французской конституцией 1795 года. 10 мая 1797 года Национальная ассамблея поддержала его.
Референдум о новой конституции прошёл 8 августа 1797 года после активной кампании, в которой в поддержку документа выступил французский посол. Однако он не был принят большинством голосов (108 761 против 27 995), и Ассамблея вернулась к исходным позициям. В 1797 году во Франции после переворота 18 фрюктидора к власти пришли более решительные силы, готовые активно участвовать во внутренней политике подчинённых и зависимых государств. Выборы во вторую Национальную ассамблею привели к усилению унитаристов, но федералисты удержали контроль над конституционной комиссией. Это привело к дальнейшим спорам, и 12 декабря 1797 года унитаристы предложили Декларацию 43, содержавшую девять пунктов, которые должна была иметь конституция.
Сторону радикалов принял новый французский посол Шарль-Франсуа Делакруа, что устрашило их оппонентов. Радикалы во главе с Вибо Фижнже и Антуаном Оскёрсе при участии секретаря французского посла Виктора Дюканжа составили план переворота 21-22 января 1798 года, осуществить который планировали при поддержке Данделса. Пятьдесят делегатов из радикалов провозгласили себя конституантой и единым пакетом приняли всю свою программу, в то время как остальные делегаты ассамблеи были насильно задержаны. Независимость провинций была отменена, несогласные члены Ассамблеи были исключены из неё; усилилась «Временная исполнительная директория», а конституционная комиссия сократилась до семи участников.
Хотя конституция часто рассматривается как продиктованная Францией, в реальности она была результатом работы конституционной комиссии с октября 1797 по январь 1798 года. Кроме исключения из избирательных списков «криптооранжистов» и других реакционеров, она была приемлемой для умеренных. «Предложения» Делакруа были отклонены и конституционная комиссия настаивала на следующем: всеобщее мужское избирательное право без фискальных разграничений; право на пересмотр избирателями конституции раз в пять лет; отмена принципа двухпалатного парламента, каждая из ветвей которого имеет отдельную избирательную базу.
Новая конституция содержала многие требования реформистского крыла патриотов с 1785 года (отсутствие наследственных должностей; запрет синекур; подотчётность чиновников). Документ придерживался экономического либерализма (в противовес меркантилизму), что означало прекращение работы гильдий и внутренних ограничений в торговле. Прежняя финансовая система заменялась национальным налогообложением. Исполнительную власть представлял Uitvoerend Bewind из пяти человек, при этом восемь Agenten (правительственных министров) выполняли административную работу (иностранные дела, полиция и внутренние дела, правосудие, финансы, война, флот, национальное образование и национальная экономика). Как отмечал британский историк Саймон Шама, «главной целью было изменить природу голландского государства и вписать его новые институты в рамки выборной демократии».
Хотя переворот 22 января 1798 года не гарантировал для новой конституции подлинного демократического утверждения (а Франция предпочла бы «безопасное» утверждение через контролируемый парламент), стартовавший 17 марта (в привычном формате выборов в «первичных» ассамблеях 100—500 голосующих) плебисцит удовлетворял требования по демократичности. 23 апреля 1798 года Staatsregeling voor het Bataafsche Volk получил поддержку в 153 913 голосов против 11 587 (то есть в поддержку проекта проголосовало лишь на 641 человека больше по сравнению с числом не поддержавших первый проект в 1797 году; голосовало 50 % от числа возможных избирателей). Установившийся в стране политический режим тем самым опирался на доктрину народного суверенитета.
Обретя успех, новая власть в лице Uitvoerend Bewind столкнулась с проблемами. Её легитимность имела слабую опору из-за силового характера обретения полномочий, поддержка в Национальной Ассамблее была потеряна из-за ангажированности. Не желая повторять ошибки якобинцев, радикалы выступили против самых популярных политических клубов и «контрреволюционеров» (по требованию Делакруа), лишая возможности присутствовать в избирательных списках. К этому моменту доступа к избирательному праву были лишены умеренные патриоты. Также правительство отказалось от собственной идеи избрать совершенно новое Представительное Собрание. Благодаря вышеуказанным шагам, число противников новой власти неуклонно росло.

### Государственный переворот умеренных сил

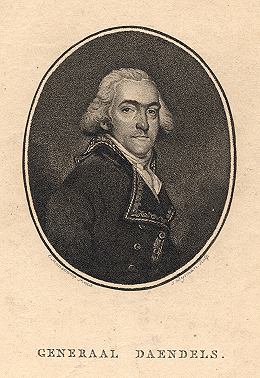
Херман Виллем Данделс (1762—1818)

После событий 22 января позиции Делакруа ослабли, так как министр иностранных дел Талейран питал симпатию к голландской оппозиции, требовавшей замены французского посла. Данделс стал противником власти из-за противоправных действий люстрационных комиссий, французский генерал Жубер имел конфликт с радикалами по вопросу совместного управления городом Флиссинген. Ново назначенные Agenten были обеспокоены неэффективностью Uitvoerend Bewind. Всё это стало исходными причинами состоявшегося 12 июня 1798 года переворота, снова организованного Данделсом. Придя на обед Делакруа и трёх участников нидерландского правительства, он нарушил дипломатическую неприкосновенность француза, приставив пистолеты к его груди. Члены Представительного собрания были арестованы там же.
Падение правительства дало старт обсуждению новой конституции. Пришедшая к власти «Временная Директория» (состоявшая из нескольких агентов) организовала выборы в Представительное собрание, созыв которого прошёл 31 июля. К середине августа было назначено новое Uitvoerend Bewind, куда вошли поддержавшие переворот министры. Новая власть начала претворять в жизнь политику своих предшественников, записанную в Конституции. Июньский переворот не являлся реакционным выступлением, поменялся только кадровый состав. Вскоре большая часть арестованных при январской и июньской сменах государственной власти были освобождены в рамках примирения. Новый созыв Представительного собрания напоминал собой второй созыв Национальной ассамблеи в 1797 году.
Новый режим вскоре обнаружил, что изменения нельзя совершить простым изменением законодательства. Та часть конституции, что работала адекватно, являлась экспериментом с косвенной демократией. В то время, когда этот документ действовал, система первичных ассамблей, чьи делегаты избирали соответствующие органы власти, привлекала избирателей. Но именно из-за того, что Батавская республика была реальной демократией, другие цели режима были менее достижимы. В ходе выборов часто побеждали противники унитарной системы, прописаной в конституции, и ряда других новшеств.
Так, конституция содержала возрастные ограничения для участников Uitvoerend Bewind, направленные против ряда молодых министров — Якобуса Спорса, Геррита Яна Пеймана и Исаака Яна Александра Гогеля. Агенты начали энергичную работу, в первую очередь направленную на слом старой административной системы и федеративной структуры. Некогда могущественная провинция Голландия была разделена на три части: Амстел (Амстердам и окрестности), Тексел (северная часть) и Делф (южная часть); другие провинции часто объединялись в крупные административные единицы (Оверейссель и Дренте — в Ауден-Иссель, Фризия и Гронинген — в департамент Эмс). Целью этих реформ было преобразование страны на части с одинаковым числом первичных ассамблей. Первые выборы в административные органы новых образований прошли в марте 1799 года, но они не могли поменять имевшиеся пристрастия местного населения. В любом случае, новая местная и ведомственная власть была обязана проводить политику, выработанную национальным правительством. Довольно часто победителями выборов становились представители старого порядка. Тем самым политические усилия для создания «национального единства» через примирение разных патриотических групп становились на пути построения эффективного национального унитарного государства, как это и предвидел Гогель.

#### Государственная финансовая реформа

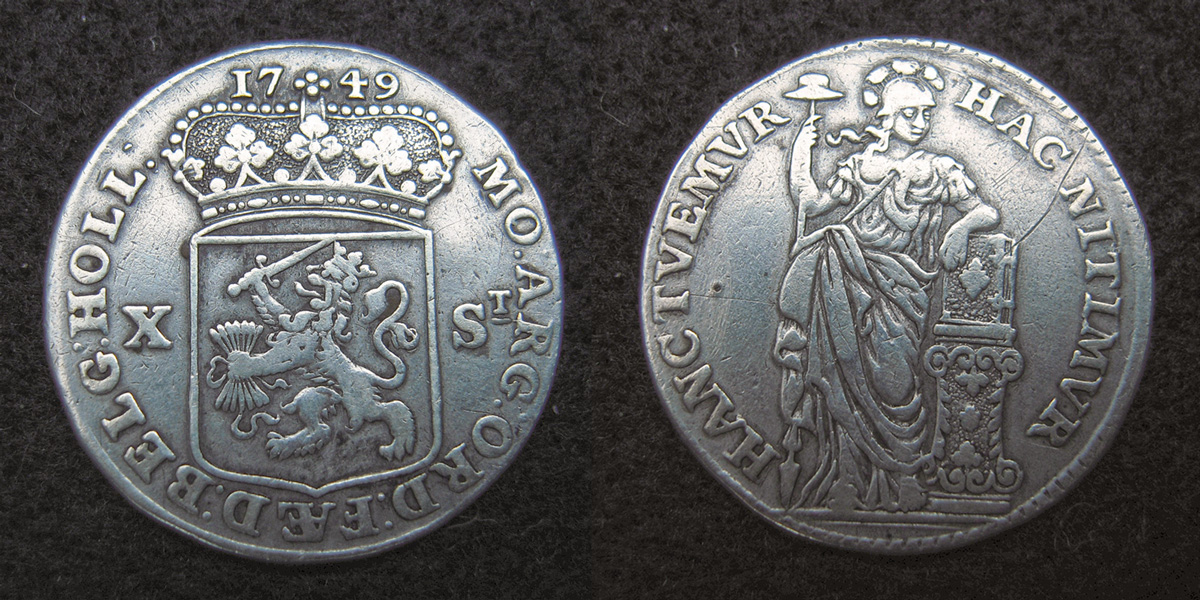
Серебряная монета ценностью в половину гульдена (1749 г.)

Унитарное государство было не самоцелью, а средством достижения высших целей. Задолго до революции 1795 года финансовое положение республики было очень тяжёлым. Система государственных финансов Голландии, которой соседи завидовали со времён её золотого века, позволявшая сохранять влияние в мировой политике вплоть до Утрехтского мира 1713 года, стала камнем на шее. В 1713 году общественный долг провинции Голландия составлял 310 млн гульденов; долг Генеральных штатов имел размер в 68 млн гульденов; также имелись долги других провинций и городов. Обслуживание долга Голландии в том году требовало 14 млн гульденов, что было больше налоговых поступлений. Большая часть государственного долга приходилась на голландцев-рантье, но его выплату через регрессивные налоги в основном осуществляло работающее население. При этом в отдельных провинциях существовали налоги для выплаты регионального долга, выплаты провинций Генеральным штатам проводились по квотам, обновлявшимся в 1616 году. Попытки в XVIII веке поменять финансовую систему были бесплодны.
Для улучшения ситуации старая Республика придерживалась политики строгой экономии, особенно экономя на обороне (чем можно объяснить спад её военной и политической роли). К четвёртой англо-голландской войне удалось снизить уровень долга, но дальнейшие военные действия дали ему серьёзную подпитку: с 1780 по 1794 год провинция Голландия выпустила облигационных займов на 120 млн гульденов. В 1795 году её общий долг составил 455 млн гульденов. К этому нужно добавить задолженности голландских Ост и Вест индийских компаний, а также пяти амстердамских адмиралтейств общей суммой в 150 млн гульденов. Долги других провинций составляли 155 млн гульденов. К моменту основания Батавской республики в 1795 году общий долг приближался к 760 млн гульденов; его обслуживание обходилось почти в 20 млн гульденов. Выполнение условий Гаагского договора прибавило к этой сумме 100 млн гульденов, ежегодное содержание французской оккупационной армии обходилось в 12 млн гульденов (остальные финансовые потребности республики обходились в 20 млн гульденов ежегодно). В 1814 году государственный долг достиг 1,7 млрд гульденов.
Обычные среднегодовые доходы республики тогда составляли 28-35 млн гульденов, но с начала войны 1793 года расходы выросли до 40-55 млн гульденов. К 1800 году они достигли суммы в 78 млн гульденов. Таким образом, новый финансовый агент Гогель должен был обеспечить 50 млн гульденов годовых поступлений на постоянной основе. Сама налоговая система была сильно перекошена в сторону весьма регрессивного характера косвенных налогов, которые больнее всего ударяли по беднейшим слоям населения. Чиновник хотел переориентировать её на прямое налогообложение (с доходов и богатства), а также создать национальную стандартизированную систему без провинциальных особенностей налогообложения. 30 сентября 1799 года он представил свой проект реформы Национальной ассамблее, где тот встретил упорное сопротивление. Она была принята только в 1801 году, когда режим великого пенсионария активно проводил политику ре-федерализации. Сами реформы Гогеля были реализованы уже в королевстве Голландия.
Существуют и другие примеры того, как благие начинания Uitvoerend Bewind и его агентов сталкивались с политическими и экономическими реалиями времени. Другие важные нововведения (упразднение гильдий, реформа помощи обездоленным) так и не были реализованы. Всё это увеличило разочарование населения нынешней властью, которую французская «братская республика» уже рассматривала как дойную корову как на государственном (требования предоставления кредитов по низкой процентной ставке), так и на локальном (поборы и вымогание взяток французскими чиновниками) уровнях.

#### Британо-российское вторжение

Основные сражения голландской экспедиции

Снижение популярности республики не было секретом для британской разведки, но местные оранжисты и эмигранты позиционировали всё это как возможную поддержку реставрации. Этот просчёт стал причиной организации в 1799 году Британией и Россией военной экспедиции.
Хотя экспедиция закончилась неудачей, перед битвой при Бергене члены Uitvoerend Bewind были весьма напряжены. Агент по иностранным делам Ван дер Гус, выступавший за дистанцирование республики от Франции, решил тайно обратиться к прусскому королю в качестве медиатора со схемой, в которой наследственный принц становился своего рода конституционным монархом по американской модели конституции. Республика возвращается к прежнему нейтралитету, а Британия оккупирует Северную Голландию и французскую Зеландию. Предложение было отвергнуто, но успело повлиять на отношения с директорией. К этому времени Наполеон Бонапарт через переворот 18 брюмера заложил основу французского консулата, в отношениях двух стран наступала новая эпоха.

### Государственное регентство и Амьенский мир

#### Конституционная реформа Безье
Несмотря на воинственную репутацию Наполеона, первые годы его консульства ознаменовались попытками восстановления мира в Европе на благоприятных Франции условиях. Члены второй коалиции имели предубеждение против французской революции, ей идей и последствий, консул же был убеждён в их вероломстве. Наполеон и Талейран видели возможность компромисса с коалицией, если Франция сохранит приграничную цепь из послушных клиентских государств, но уже без революционного уклона. Последнее должно было гарантироваться новыми конституциями, направленными на устранение каких-либо внутренних конфликтов и национализма. Франция начала процесс с Гельветической республики, где в 1801 году при посредничестве Бонапарта была введена Конституция Мальмезона (год спустя была принята Вторая гельветическая конституция), возрождавшая прежний конфедеративный порядок.

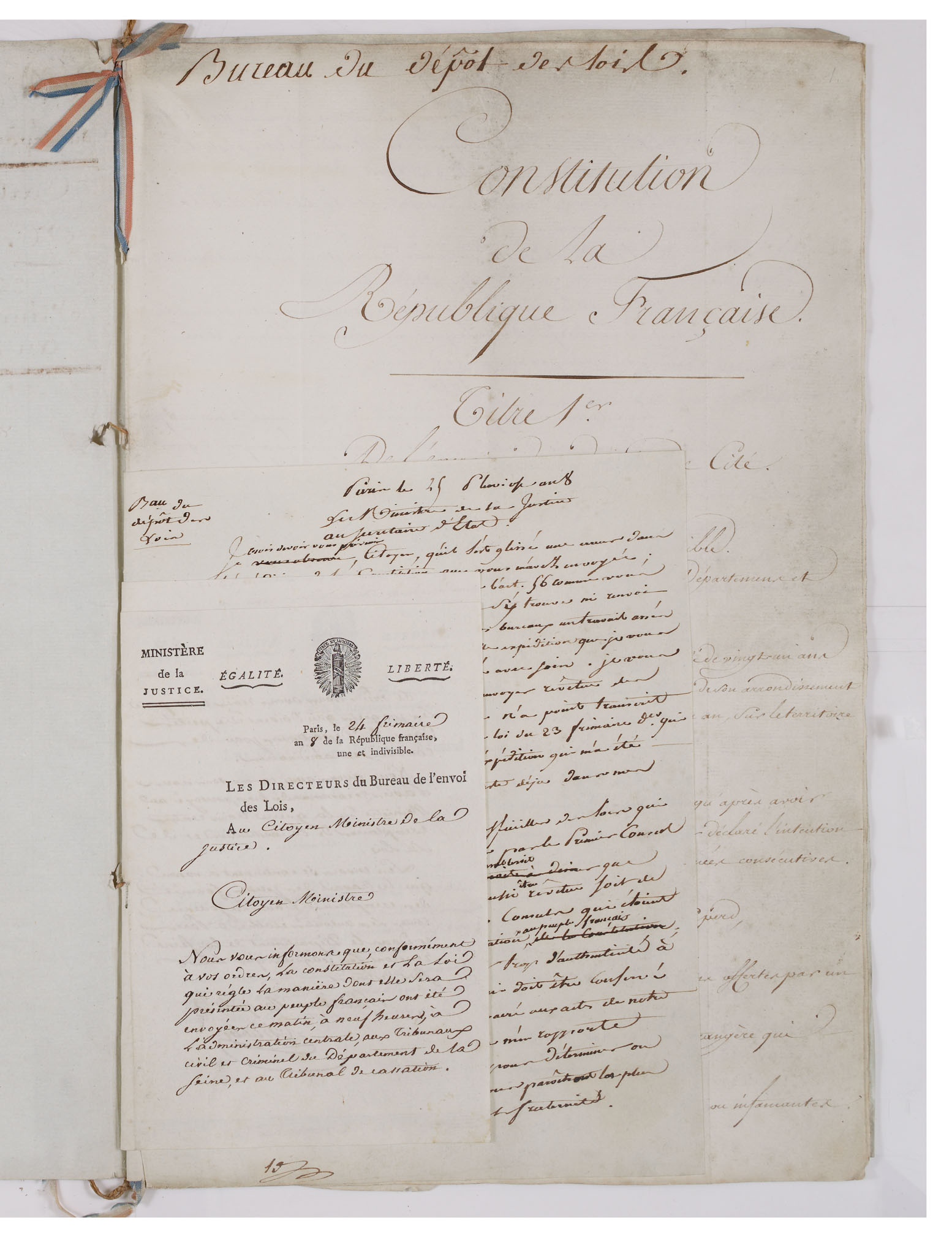
Третья страница Конституции VIII года (Национальный архив Франции)

Аналогичное «решение» было уготовано Батавской республике, чьё правительство и конституция были не по нраву консулу. Последней каплей стало пренебрежение амстердамских купцов к его просьбе в 1800 году о крупном займе по низкой процентной ставке, которую французы считали саму собой разумеющейся. Бонапарт обвинил Uitvoerend Bewind и во многом другом, вроде не соблюдении бойкота британских товаров. Для исправления требовалось принятие новой конституции, основанной на принципах консулата. Для её проведения вполне подходил новый посол Шарль-Луи де Семонвиль, прибывший в Гаагу в 1799 году.
Тем временем, даже реформаторы вроде Гогеля осознавали необходимость перемен. Разочарование в тупике между реформаторами-унитаристами и демократически избранными федералистами-обструкционистами вызвало охлаждение к демократии в целом. Так заложилась основа альянса между реформаторами, желавшими провести реформы с помощью «бонапартистских» методов, и сторонниками прежнего федерализма, при котором вся власть была в руках регента. Член директории Августин Герхард Безье подал проект, расширявший исполнительную власть (за счёт ассамблеи), и возвращал конституцию во времена федерализма. С помощью Семонвиля он начал продвигать конституционную реформу, повторявшую конституции VIII года в важнейших аспектах: двухпалатный законодательный орган назначается «Национальной коллегией» (подобие французского Сената) из числа лиц, выбранных на национальном уровне через запутанную избирательную систему. Проект вызвал небольшой энтузиазм у коллег Безье по директории Франсуа Эрмеринса и Жана Анри ван Суиндена и Национальной ассамблеи, отклонившей его 11 июня 1801 года (12 голосов «за», 50 голосов «против»).

#### Переворот Ожеро
Большинство в Uitvoerend Bewind (например Геррит Пейман) внесло правки в проект, усиливающий акцент на рефедерализацию. 14 сентября 1801 года был провозглашён новый референдум по новой конституции, после чего начался односторонний созыв первичных ассамблей. 18 сентября ассамблея посчитала это незаконным, на следующий день командующий французскими войсками в Голландии генерал Ожеро закрыл двери Ассамблеи (по предварительной договорённости с Пейманом) и арестовал оппозиционных директоров. Несмотря на военный путч, политическая кампания проходила в атмосфере немыслимой в консулате политической свободы. Тем не менее, это не вызвало большого интереса к новой конституции. Когда 1 октября были подведены итоги, из 416 619 избирателей конституцию поддержало 16 771 человек и 52 219 выступило против. Но Директория просто посчитала 350 000 не проголосовавших как «молчаливо поддержавших» проект.
В отличие от июня 1798 года, переворот Ожеро усилил разрыв с недавним политическим прошлым республики. Новая конституция снизила роль законодательной власти (лишённой права на законодательную инициативу) и расширила полномочия исполнительной, ставшей известной как Staatsbewind (Государственное регентство). Выборный принцип был сведён к формальности: изначально состоявший из поддержавших переворот трёх директоров, властный орган позже через кооптацию состоял уже из двенадцати человек. Они назначили первые 35 членов легистратуры. Новые вакансии заполнялись с учётом провинциальных квот. За исключением Голландии были восстановлены прежние провинции. Местная и провинциальная администрация по-прежнему избиралась — но не всенародным голосованием, а через систему с цензом.
Важнейшим было изменение состава этих органов власти, во многом благодаря изменению избирательной системы. «Демократов» в основном заменили Патриоты, не особо любившие демократию, и старые Оранжисты, воспользовавшиеся амнистией 1801 года.
Контрреволюционность переворота окончательно прояснилась с исчезновением иконографии событий 1795 года: с официальных публикаций был удалён эпиграф Vrijheid, Gelijkheid, Broederschap (Свобода, Равенство, Братство), а городские площади избавились от деревьев свободы. Хотя было сохранено упразднение гильдий, ремёсла и торговля регулировались местными постановлениями.
Официально вместо Батавской республики возникло Батавское содружество (Bataafs Gemenebest).

#### Амьенский мир

Герб графов Нассау-Дилленбург, к которым относилась семья изгнанного штатгальтера.

В октябре 1801 года между Британией и Францией начались переговоры для заключения Амьенского мира. Батавская республика и Испания, как незначительные участники переговоров, была поставлена перед фактом: по предварительному соглашению уступался Цейлон и гарантировался проход английских кораблей через мыс Доброй надежды. Голландский представитель Схиммелпеннинк напрасно ссылался на Гаагский мир, по которому колонии республики оставались неприкосновенными, а Франция обязывалась не заключать сепаратного мира. После подписания мирного договора, британцам доверили право на отдельные переговоры с каждым союзником консулата. Вместе с тем Франция не оставляла их на произвол судьбы: при её участии в компенсацию принцу Оранж так и не попала стоимость сдавшегося в 1799 году голландского флота.
За счёт всех вышеуказанных потерь Батавская республика получила международное признание, положившее конец всем претензиям штатгальтера и его наследников, изначально бывшим весьма сомнительными. Изначально это был назначавшийся провинциальными штатами офицер, также бывший генерал-капитаном и адмирал-генералом Союза (должности штатгальтера на конфедеративном уровне сперва просто не было). После оранжистской революции 1747 года должность переименовали в «Stadhouder-generaal» и сделали наследственной, после прусского вторжения 1787 года полномочия штатгальтера сделались диктаторскими. Но формально Генеральные штаты получили суверенитет в 1588 году, первым слугой которых он и являлся. Британия могла поддерживать штатгальтера в его претензиях, особенно когда могла ими воспользоваться. Примером этого являлись письма Кью 7 февраля 1795 года, когда штатгальтер в качестве генерал-капитана приказал губернаторам голландских колоний передать их британцам «на сохранение». Другим примером является признание британцами капитуляции батавского флота в 1799 году во имя штатгальтера, как будто он являлся независимым государем.
Принц Оранский имел основания быть недовольным: с момента революции он лишился большого числа наследственных владений и поместий, генерировавших существенную часть его доходов. По его собственным расчётам, с 1795 года его потери по этим статьям составили 4 млн гульденов. Регентство отказывалось выплачивать эту сумму, а мирный договор освобождал от этого и простых голландцев. В обмен на отказ от претензий, Франция, Британия и Пруссия договорились отдать принцу аббатства Корвей и Фульда (см. также Княжество Нассау-Оранское-Фульда).

#### Период мира
Мирный договор возвращал большую часть оккупированных с 1795 года британцами колоний республики, за исключением Цейлона. На фоне этого возникли попытки реформировать управление колониями со стороны Азиатского совета, заменившего в 1799 году директорат Ост-Индской компании. Дирку ван Гогендорпу было поручено написать предложения, встреченные со значительным энтузиазмом прогрессивными членами совета, такими как Самюэль Визелиус. Предлагалось отменить все льготы и синекуры; разрешалась частная торговля, коренному населению дозволялось иметь частную собственность; «земельные сборы» заменялись регулируемым земельным налогом; ликвидировались все помещичьи права. Подобная инициатива вызвала ожесточённое сопротивление со стороны заинтересованных лиц. В новом Уставе для колоний от предложений Гогендорпа осталась незначительная часть. Остававшиеся в совете демократы были заменены реакционными оранжистами вроде Хендрика Моллеруса и Хендрика ван Стралена. Но республика не смогла долго пользоваться возвращёнными владениями — с расторжением британцами Амьенского мира в 1803 году колонии были вновь утрачены, лишь Ява продержалась до 1811 года.
Другим важным итогом могло быть начало действия Гаагского мира, подразумевавшего, например, сокращение французских оккупационных сил. Но первый консул неохотно выполнял это требование наряду с возвратом голландцам порта Флиссинген. Необходимость присутствия своих войск Наполеон объяснял тем, что существенная часть войск республики была нужна её колониям, так что «защиту» её собственной территории обеспечит Франция. С другой стороны, уход французских войск играл на руку Великобритании, стремившейся не допустить усиления Нидерландов, в то время как сама республика была неспособна защитить свой нейтралитет. В ближайшие годы этот вопрос оставался неразрешимой дилеммой.
Прекращение боевых действий благотворно сказалось в экономической сфере. Открытая экономика государства нуждалась в беспрепятственной торговле, республика сильно зависела от экспорта сельскохозяйственной продукции в Великобританию и собственного рынка услуг (особенно её крупный торговый флот и банковский сектор), как и промышленность (вернее, то, что осталось после столетия борьбы с иностранным протекционизмом). Все они сильно пострадали из-за войны, ибо британская блокада вместе с деятельностью британских и французских каперов практически парализовали морскую торговлю, в то время как коммерческий договор с Францией (который должен был покончить с французской дискриминацией голландских промышленных товаров) доказывал свою иллюзорность. Большая часть торговли перешла под удобные флаги (особенно нейтральных европейских стран и США), а заключённый мир делал вполне реальным возрождение голландского торгового флота. В то же время появились и необратимые изменения, вроде смены моделей торговли в немецких портах и упадка рыболовства.

#### Вторжение в Великобританию и экономическая война

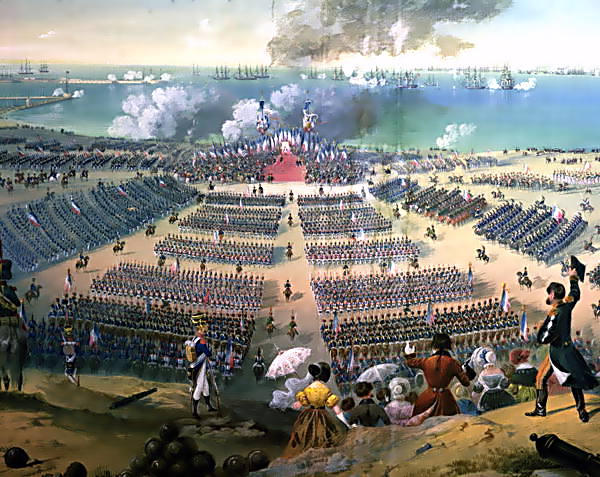
Смотр войск в Булонском лагере

18 мая 1803 года боевые действия возобновились, Наполеон решил разбить Великобританию посредством вторжения на остров. В будущей операции существенная роль уделялась Батавской республике. На основе действовавшего альянса регенты согласились с требованиями конвенции, по которой общая численность франко-голландских войск доходила до 35 тыс. Также 9 тыс. солдат Батавской республики были выделены для участия в самой заморской экспедиции. Что было ещё более важно, голландцы к декабрю 1803 года должны были обеспечить пять линейных кораблей, пять фрегатов, 100 канонерок и 250 плоскодонных транспортных судов, способных перевозить 60-80 человек. В общей сложности голландцы за свой счёт должны были обеспечить 25 тыс. человек и 2,5 тыс. лошадей, составлявших большую часть армии вторжения.
Другим бременем стала организованная Наполеоном экономическая война против Великобритании, которая в ответ организовала контр-бойкот. Она стала предвестником континентальной блокады, узаконенной в 1806 году. Но уже в 1803 году на голландскую торговлю начало оказываться воздействие. Так, 5 июля Государственное регентство запретило импорт всех вражеских товаров, позже был запрещён вывоз сыра и сливочного масла. Однако эти меры имели небольшой практический эффект: в 1804 году общий экспорт в Великобританию был почти равен показателям двухлетней давности. Товары с острова попадали к голландцам через нейтральные германские порты или замаскированные под «американский груз». Тем самым республика оставалась важной «замочной скважиной в Европу», подрывавшей экономические санкции против Британии. Терпение французов было на грани, ибо регенты и их друзья часто напрямую получали прибыль от этой тайной торговли. В ноябре 1804 года командовавший французскими силами в республике Огюст Мармон приказал французским военно-морским патрулям и таможенникам взять под наблюдение отгрузку в голландских портах и конфискацию запрещённых товаров без их передачи местным властям. Для Staatsbewind это стало последней каплей, и 23 ноября 1804 года голландским чиновникам было запрещено выполнять какие-либо приказы французов.

#### Великий пенсионарий и роспуск республики

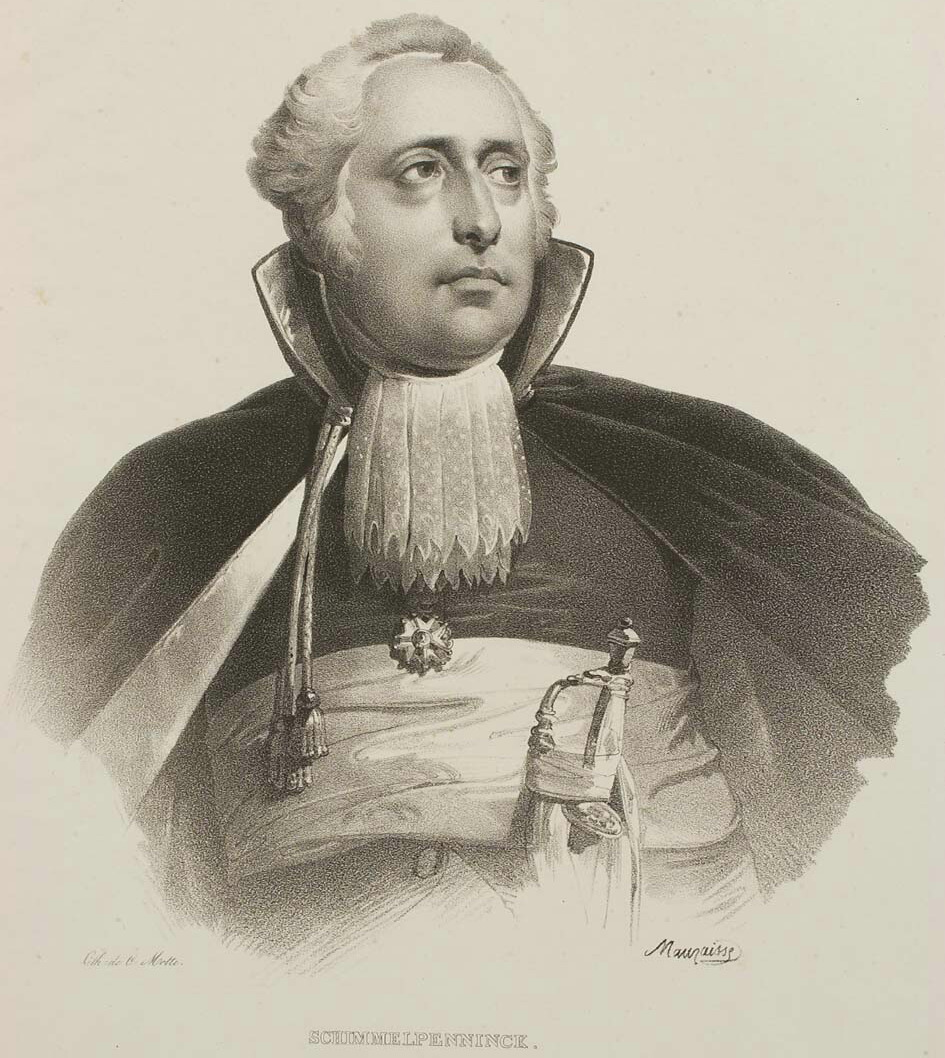
Портрет Рутгера Яна Схиммелпеннинка в облачении великого пенсионария.

Подобное неповиновение предрешило судьбу ещё одного из батавских политических режимов. Наполеон уже долгое время был недоволен тем, что он считал проволочками и неэффективностью голландцев. Начиная с весны 1804 г. при посредничестве Талейрана начались неофициальные переговоры с послом республики в Париже Рутгером Яном Схиммелпеннинком, имевшим хорошие личные отношения с Наполеоном (к этому моменту ставшим императором). Сам по себе Схиммелпеннинк был влиятельным человеком в политической жизни Батавской республики. В качестве лидера федералистской оппозиции он играл важную роль в революционных штатах и первой национальной ассамблее. Будучи противником радикалов, он умудрился пережить перевороты 1798 года, после чего являлся послом во Франции и в качестве полномочного представителя представлял республику на переговорах в Амьене. Теперь французский правитель видел в нём человека, способного расчистить авгиевы конюшни сестринской республики.
Схиммелпеннинк рассматривал себя с аналогичных позиций. Он имел путаный план «национального умиротворения» Нидерландов, сближавший его с консервативными и оранжистскими кругами. Хотя посол и был убеждённым федералистом, он также легко поддавался чужому влиянию. Когда Бонапарт обозначил своё предпочтение централизованному устройству голландского государства (ибо ре-федерализованная модель государственного регентства явно не сработала), Схиммелпеннинк прописал это пожелание в проекте новой конституции, создававшейся летом 1804 г. в консультации с регентством. В ноябре проект был представлен правителю Франции делегацией Staatsbewind в лице Схиммелпеннинка, бывшего агента Ван дер Гуса и бывшего директора Ван Хаэрзолте. На фоне разраставшегося таможенного конфликта в республике Наполеон быстро согласился на этот проект, и Батавская республика получила новую конституцию и правительство.
10 мая 1805 г. прошла инаугурация Схиммелпеннинка в качестве Raadpensionaris (великого пенсионария) Батавской республики. Почтенный титул (явно выбранный по сентиментальным причинам) имел небольшую связь с прежним голландских штатов; по сути, новая должность скорее напоминала штатгальтера с расширенными полномочиями (которых не имел Вильгельм V даже после 1787 г.). Пенсионарий был единственным представителем исполнительной власти, полномочия которого никоим образом не ограничивались существованием Законодательного совета из 19 человек. Основным орудием власти Схиммелпеннинка был Staatsraad (напоминавший более французский государственный совет, чем Raad van State), и Государственные секретари, схожие с агентами Uitvoerend Bewind. На организованном надлежащим образом плебисците проект нового государственного устройства поддержало 14 903, против высказалось 136 из всего электората в 353 322 человека. По сложившейся традиции воздержавшиеся при голосовании считались «молчаливо поддержавшими».

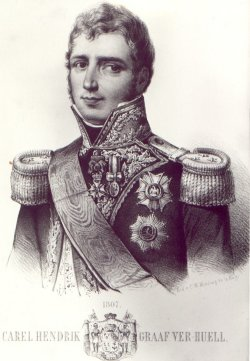
Портрет Карела Хендрика Вер Хюэля (Анри Шарля Верюэля) 1807 года.

Несмотря на подобные реакционные атрибуты, режим пенсионария фактически сумел сделать больше, чем его предшественники за десять лет. Во многом это произошло благодаря добросовестно проделанной подготовительной работе агентов вроде Гогеля, Йоханнеса Гольдберга в сфере национальной экономики и Йоханнеса ван дер Пальма в сфере национального образования. Генеральный налоговый план Гогеля был принят в июне 1805 года; состоялась первая одобренная правительством попытка унификации голландского языка; были созданы департаменты агрокультуры и гидравлики, в будущем ставшие правительственными ведомствами; даже началось регулирование лекарств посредством Pharmacopeia Batavia; в 1806 г. школьный закон основал национальную систему государственного начального образования. Само главное, что в июле 1805 г. закон о местном управлении заложил первую голландскую систему государственного управления.
Реакция Франции на этот шквал реформ была неоднозначной. Сильное рвение программы реформ могло быть предвестником возрождавшегося национализма, способного навредить интересам империи. Поражение у Трафальгара подвело черту под планом вторжения на Британские острова, и голландцы начали требовать возвращения своих кораблей из состава булонской флотилии, которую Наполеон планировал использовать и в дальнейшем. Командовавший входившими во флот вторжения кораблями республики Карел Хендрик Вер Хюэль теперь был секретарём флота и доверенным лицом императора, а также вёл тайную переписку с Талейраном и Бонапартом. Только что заключённый Пресбургский мир позволил императору начать делить Европу между своими клиентскими королевствами, управлявшимися его родственниками, для Голландии он присмотрел собственного брата Луи.

Королевство Голландия (1807 г.)

Вер Хюэль продолжал свою переписку, присылаемая им негативная информация о пенсионарии уже начала попадать на страницы французской печати. Начавшаяся слепота ещё сильнее ослабила позиции Схиммелпеннинка. Государственные секретари и Staatsraad столкнулись с выбором Хобсона: полное уничтожение национальной идентичности из-за присоединения к Франции или меньшее зло через провозглашение нового королевства во главе с родственником Наполеона. Для переговоров с императором была создана «Великая комиссия» (Groot Besogne), но Наполеон отказался общаться с ними напрямую, вместо этого использовав для общения с ней Вер Хюэля. Тем временем Талейран подготовил «договор», содержавший условия для предоставления короны Голландии Луи: никакого объединения корон; отсутствие воинской обязанности; возможный коммерческий договор с Францией; сохранение базовых свобод (религиозной, юридической и языковой); цивильный лист составлял «скромную сумму» в 1,5 млн гульденов. Конституция времён пенсионария претерпела незначительные изменения: титул raadpensionaris менялся на король; размер Staatsraad и законодательного корпуса почти удваивался.

Объединённое королевство Нидерландов (1815 г.)

Комиссии так и не разрешили вернуться в Гаагу, инициатива Схиммелпеннинка о проведении плебисцита была проигнорирована и он подал в отставку 4 июня 1806 г. На следующий день в Сен-Клу, после вынужденного ожидания окончания приёма императором турецкого посла, комиссионеры представили Луи свою «петицию» с предложением принять корону Голландии. Просьба была им милостиво принята под одобрительным взором старшего брата.

## Последствия
Королевство Голландия существовало четыре года, деятельность Луи превысила все ожидания. Однако его активная защита интересов подданных подтолкнула Наполеона к идее присоединить эту страну к своей империи. 2 июля 1810 г. Луи отрёкся от престола в пользу своего сына Наполеона, правившего десять дней. Далее Нидерланды воссоединились с источниками «наносных залежей французских рек», из которых по мнению императора и состояла эта страна. Война 1812 г. и битва народов положили конец этой унии, и в 1813 г. французские войска покинули территорию королевства.
В последовавшем политическом вакууме возглавляемый Гийсбертом Карлом ван Гогендорпом триумвират бывших регентов-оранжистов пригласил бывшего наследственного принца (старый штатгальтер умер в 1806 г.) для принятия власти в качестве «Суверенного Короля». 30 ноября 1813 г. Вильгельм VI Оранский высадился в Схевенингене, и в дальнейшем получил от союзников по секретному лондонскому протоколу от 21 июня 1814 г. (также известному как Договор восьми статей), подписанному новым правителем через месяц, корону объединённой области из бывших семнадцати провинций (территория современной Бельгии и Нидерландов). 16 марта 1815 г. по решению Венского конгресса было провозглашено Объединённое королевство Нидерландов.

### В историографии
По словам британского историка Саймона Шамы, историки неоднозначно относятся к Батавской республике. После окончания нацистской оккупации Нидерландов во время Второй мировой войны некоторые историки видели параллель между голландским национал-социалистическим движением (NSB) и патриотами-революционерами, в то время как они в героическом свете изображали Вильгельма V, королеву Вильгельмину и их правительство в изгнании. Однако голландский историк Питер Гейл выступил против таких сравнений в своей книге Patriotten en NSBers: een historische parallel (1946).
Тем не менее, к тому времени у батавов уже была плохая репутация в голландской истории. Это можно объяснить тем, что старая идеологическая борьба между монархически ориентированной оранжистской партией и её последовательными противниками более «республиканского» толка (восходящая, по крайней мере, к конфликту между Йоханом ван Ольденбарневельтом и принцем Морисом), из которых Патриоты были лишь последним воплощением, переосмысленным в стандартных работах голландских историков 19-го века, таких как Гийом Гроен ван Принстерер, которые видели много презрения в философии «народного суверенитета» патриотических радикалов. В свою очередь Гроен оказал большое влияние на то, как Джон Лотроп Мотли изобразил старую Голландскую республику для американской аудитории.
Мотли не имел прямого отношения к Батавской республике, но то, как его соратник Уильям Эллиот Гриффис отверг патриотов, говорит само за себя: «…будь то под названием „Батавская республика“, Королевство Голландия или провинции Французская империя, французская оккупация была практически французским завоеванием, которое не оказало постоянного влияния на голландскую историю или характер».
Однако большинство, если не все, характеристики нынешнего централизованного государства Королевства Нидерландов были предвосхищены достижениями Батавской республики, не в последнюю очередь — либеральная Конституция 1848 года. Эта конституция восстановила центральные принципы демократического Staatsregeling 1798 года под видом конституционной монархии, как признал её автор Йохан Рудольф Торбеке.

## Комментарии
1. ↑  Schama does not name names, but refers for an iconic example to an article in a 1950 issue of the popular Dutch weekly Elseviers Weekblad, in which the Batavians are called "the NSBers of the eighteenth century".[81]